# خافيير اوازكو
خافيير اوازكو (بالإسبانية: Javier Orozco)‏ (16 نوفمبر 1987 في المكسيك - ) هو لاعب كرة قدم مكسيكي في مركز الهجوم. شارك مع منتخب المكسيك لكرة القدم. أما مع النوادي، فقد لعب مع سانتوس لاغونا وكروز آزول.

## روابط خارجية
- خافيير اوازكو على موقع قاعدة بيانات كرة القدم.إي يو (الإنجليزية)
- خافيير اوازكو على موقع ناشيونال فوتبول تيمز (الإنجليزية)
- خافيير اوازكو على موقع Soccerway.com (الإنجليزية)
- خافيير اوازكو على موقع AS.com (الإسبانية)